# Leirpollen
Leirpollen eller Store Leirpollen (nordsamisk: Juovlavuotna) er en fjordarm i den østlige del af  Tanafjorden i Tana kommune i Troms og Finnmark fylke i Norge. Fjorden har indløb mellem Leirpollnes i vest og Giemašlávvonjárga i øst, og går 5,5 kilometer mod syd til Austertana i bunden af fjorden.
Der ligger spredt bebyggelse langs begge fjordsiderne, men i bunden  ligger de tættere ved bygden Austertana. 
Fylkesvej 890 går langs hele vestsiden af fjorden.